# Догмата за Христос
„Догмата за Христос и други есета върху религия, психология и култура“ (на немски: Das Christus-Dogma und andere Essays Die gegenwärtige Situation des Menschen – Geschlecht und Charakter) е книга от 1963 година на немския психоаналитик Ерих Фром. На български език е издадена през 2005 година от издателство „Захари Стоянов“.
Книгата представлява сбор от различни есета, събрани под общо заглавие. Най-главното есе „Догмата за Христос“ е написано в Германия през 1930 година. За него самият Фром казва „опитах се да покажа, че не можем да разберем хората чрез техните идеи или чрез тяхната идеология; но че можем да разберем идеите и идеологиите единствено и само чрез разбирането на хората, които са ги създали и вярват в тях“. Същото това есе е написано, както самият автор признава, „когато бях строг фройдист“. В книгата се проследява промяната на образа за Исус Христос в зависимост от класите или общността, в която се възприема християнството. Психоанализата – наука или партийна линия излиза през юни 1958 година под заглавие „Научност или фанатичност“, „Медицина и етични проблеми на модерния човек“ се появява през април 1957 година под заглавие „Етични проблеми на модерния човек“, „Революционният характер“ излиза през декември 1961 година като обръщение към Седмия вътрешноамерикански конгрес по психология в Мексико сити.

## Книгата
- Ерих Фром, Догмата за Христос, изд. Захари Стоянов, София, 2005, ISBN 954-739-583-1